# Олевський ґебіт
Олевський ґебі́т (нім. Kreisgebiet Olewsk «Олевська округа») — адміністративно-територіальна одиниця Житомирської генеральної округи райхскомісаріату Україна з центром в Олевську.

## Історія
20 жовтня 1941 року опівдні на території Барашівського, Городницького і Ємільчинського районів було утворено Ємільчинський ґебі́т (нім. Kreisgebiet Emiltschino). Одночасно на території Олевського, Лугинського і Словечанського районів виник Олевський ґебі́т (нім. Kreisgebiet Olewsk).
1 квітня 1943 року більшість розформованого Ємільчинського (Городницький район і Ємільчинський райони) та більшість тодішнього Олевського ґебіта (Лугинський і Олевський райони) утворили новий Олевський ґебіт. Барашівський район зі складу Ємільчинського ґебіта перейшов до Звягельського, а Словечанський район старого Олевського ґебіта було передано до Овруцького (нім. Kreisgebiet Owrutsch).
Таким чином, станом на 1 вересня 1943 року Олевський ґебіт поділявся на 4 німецькі райони: Городницький (нім. Rayon Gorodniza), Ємільчинський (нім. Rayon Emiltschino), Лугинський (нім. Rayon Lugini) і Олевський (нім. Rayon Olewsk).
У 1941 році на території округи діяла Олевська республіка. В Олевську у вересні 1941 року друкувався орган «Поліської Січі» тижневик «Гайдамака», редактором якого був К. Сиголенко, а з 22 лютого 1942 до 1943 року виходив часопис «Олевські вісті». 